# Alloksan
Alloksan, C
4H
2N
2O
4 – organiczny związek chemiczny, pochodna pirymidyny. Pierwszy z odkrytych i zarazem najsilniej niszczący komórki B wysp Langerhansa związek chemiczny. Jest stosowany u wrażliwych zwierząt (myszy, szczurów, królików, psów) w celu wywołania tzw. cukrzycy doświadczalnej (alloksanowej).
W 6% roztworze wody destylowanej oraz w 0,9% roztworze chlorku sodu jest bardzo nietrwały, więc konieczne jest używanie go bezpośrednio po przygotowaniu. Stosunkowo trwalszy jest natomiast w buforze fosforanowo-cytrynianowym.